# Tolosa Club de Fútbol
El Tolosa Club de Fútbol és club de futbol basc de la ciutat de Tolosa.
Va ser fundat el 1922. Juga els seus partits a l'Estadi Beratzubi, amb capacitat per a 3.000 espectadors.